# Andrzej Kalinin
Andrzej Ryszard Kalinin (ur. 25 listopada 1933 w Jędrzejowie, zm. 8 czerwca 2021) – polski pisarz, publicysta, członek PEN Clubu i Stowarzyszenia Pisarzy Polskich.

## Życiorys
Debiutował poza zasięgiem cenzury w kwartalniku literackim „Arka” (1984, pod pseudonimem Antoni Tuchowski) opowiadaniem Konie. Utwór ten przedrukowano potem w paryskim wydawnictwie AKTIS (1987), w wyborze najważniejszych publikacji polskiej prasy podziemnej. Współpracował z „Kulturą” Jerzego Giedroycia, gdzie publikował m.in. Obrazki ze starych klisz i opowiadanie Wigilia białych niedźwiedzi. To ostatnie przetłumaczone potem na język angielski czytane było w radiu BBC. Publikował w nowojorskim „Dzienniku Polskim”, współpracował z krakowskimi periodykami literackimi „Arką”, „Arcanami” i „Dekadą Literacką”. Był redaktorem „Notatnika Kulturalnego” wydawanego przez „Gazeta Częstochowska”. Pisywał do „Dziennika Częstochowskiego 24 godziny” oraz krakowskiego i częstochowskiego wydania „Gazety Wyborczej”.
Pierwsza z jego książek …i Bóg o nas zapomniał (decyzją Ministerstwa Edukacji Narodowej zakwalifikowana jako lektura obowiązkowa w gimnazjum) czytana była w Radiu Wolna Europa i pierwszym programie Polskiego Radia. Została też zarejestrowana na kasetach magnetofonowych jako „książka mówiona”. W 1997, w cyklu programów edukacyjnych „Współczesna proza polska”, Telewizja Polska prezentowała film dokumentalny o pisarzu z inscenizowanymi fragmentami jego książek. W grudniu 2004 ukazujący się w Melbourne w Australii „Dziennik Polski” rozpoczął w odcinkach druk książki …i Bóg o nas zapomniał. Dotychczas pięć osób napisało i obroniło prace magisterskie na temat twórczości pisarza (pierwsza na Uniwersytecie Mikołaja Kopernika w Toruniu).
W 2005 kandydował do Senatu z ramienia KWW „Jednomandatowe Okręgi Wyborcze” w okręgu nr 27. Zajął 10. miejsce na 11 kandydatów (nie kandydował ponownie po stwierdzeniu nieważności głosowania i powtórzeniu wyborów w 2006).
Mieszkał w Kusiętach. 12 czerwca 2021 został pochowany na cmentarzu komunalnym w Częstochowie – w alei zasłużonych .

## Odznaczenia, nagrody i wyróżnienia
W 1997 Prezydent RP uhonorował Andrzeja Kalinina Złotym Krzyżem Zasługi. W 2004 Sejmik Śląski wyróżnił go Złotą Odznaką Zasłużony dla Województwa Śląskiego. Otrzymał ponadto:
- Brązowy Medal „Zasłużony Kulturze Gloria Artis”[5]
- Nagroda Literacka Czesława Miłosza za książkę …i Bóg o nas zapomniał (1994)
- Stypendium Instytutu Literackiego w Paryżu (1995)
- Stypendium Ministra Kultury i Dziedzictwa Narodowego RP (2005)
- Nagroda Literacka „Solidarności” za książkę pt. W cieniu złych drzew (2000)
- Nagroda im. Karola Miarki za całokształt twórczości (2003)
- Nagroda Wojewody Częstochowskiego w dziedzinie kultury (1998)
- Nagroda Prezydenta Miasta Częstochowy w dziedzinie kultury (1995)
- Nagroda Starosty Częstochowskiego w dziedzinie kultury (2003)

## Publikacje
- …i Bóg o nas zapomniał (Kraków 1993)
- Las wokół (Kraków 1995)
- Za progiem dnia (Kielce 1996)
- W cieniu złych drzew (Częstochowa 2000)
- A życie jak rzeka (Częstochowa 2003)
- Ze sztambucha starego komucha (Częstochowa 2009)